# Giorgi Papawa
Giorgi Papawa (gruz. გიორგი პაპავა, ur. 16 lutego 1993 w Tbilisi) – gruziński piłkarz występujący na pozycji defensywnego pomocnika w gruzińskim klubie Dinamo Tbilisi.

## Kariera piłkarska
Swoją karierę piłkarską Papawa rozpoczął w klubie Dinamo Tbilisi. W 2011 roku awansował do pierwszego zespołu. 19 lutego 2012 zadebiutował w nim w pierwszej lidze gruzińskiej w wygranym 2:0 wyjazdowym meczu z Metalurgi Rustawi. W sezonie 2012/2013 wywalczył z Dinamem dublet - mistrzostwo oraz Puchar Gruzji. W sezonie 2013/2014 ponownie sięgnął po dublet, a w sezonie 2014/2015 został wicemistrzem oraz zdobywcą pucharu kraju.
Na początku 2015 roku Papawa przeszedł do cypryjskiego klubu Nea Salamina Famagusta. Zadebiutował w nim 31 stycznia 2015 w przegranym 0:1 domowym spotkaniu z APOEL FC. W Nea Salamina grał pół roku.
Latem 2015 roku Papawa wrócił do Gruzji i został zawodnikiem klubu Dila Gori. Swój debiut w nim zaliczył 14 sierpnia 2015 w zwycięskim 2:0 domowym meczu z Kolcheti 1913 Poti.
| Sezon   | Klub                   | Kraj   | Rozgrywki                 | Mecze | Gole |
| ------- | ---------------------- | ------ | ------------------------- | ----- | ---- |
| 2011/12 | Dinamo Tbilisi         | Gruzja | Umaglesi Liga             | 6     | 0    |
| 2012/13 | Dinamo Tbilisi         | Gruzja | Umaglesi Liga             | 7     | 0    |
| 2012/13 | Dinamo-2 Tbilisi       | Gruzja | Pirweli Liga              | 11    | 1    |
| 2013/14 | Dinamo Tbilisi         | Gruzja | Umaglesi Liga             | 20    | 0    |
| 2014/15 | Dinamo Tbilisi         | Gruzja | Umaglesi Liga             | 14    | 0    |
| 2014/15 | Nea Salamina Famagusta | Cypr   | Protathlima A’ Kategorias | 14    | 0    |
| 2015/16 | Dila Gori              | Gruzja | Umaglesi Liga             |       |      |

## Kariera reprezentacyjna
Papawa grał w młodzieżowych reprezentacjach Gruzji na różnych szczeblach wiekowych. W dorosłej reprezentacji Gruzji zadebiutował 29 maja 2014 roku w wygranym 2:0 towarzyskim meczu z Arabią Saudyjską, rozegranym w Jerez de la Frontera.